# Platystele gyroglossa
Platystele gyroglossa är en orkidéart som beskrevs av Carlyle August Luer. Platystele gyroglossa ingår i släktet Platystele och familjen orkidéer. Inga underarter finns listade i Catalogue of Life.